# Greatest Latin Hits
Greatest Latin Hits är det tredje samlingsalbumet från den belgiska sångerskan Belle Perez. Albumet gavs ut som CD+DVD år 2007. Det består av elva låtar med två versioner av varje låt. Albumet har därmed tjugotvå spår där den andra halvan är samma låtar som på första halvan fast karaoke. Albumet gavs endast ut i Nederländerna, precis som hennes första samlingsalbum Que viva la vida också hade gjort.
Albumet debuterade på tolfte plats på den nederländska albumlistan den 25 augusti 2007 och låg totalt 9 veckor på listan.

## Låtlista
1. Djolei djolei
2. Amor latino
3. Hoy (Le pido a dios)
4. Gotitas de amor
5. Ave Maria
6. El mundo bailando
7. Dime
8. Que viva la vida
9. Sobrevivire
10. Enamorada
11. Bailaremos
12. Djolei djolei (karaoke)
13. Amor latino (karaoke)
14. Hoy (Le pido a dios) (karaoke)
15. Gotitas de amor (karaoke)
16. Ave Maria (karaoke)
17. El mundo bailando (karaoke)
18. Dime (karaoke)
19. Que viva la vida (karaoke)
20. Sobrevivire (karaoke)
21. Enamorada (karaoke)
22. Bailaremos (karaoke)

## Listplaceringar
| Lista (2007)  | Topplacering |
| ------------- | ------------ |
| Nederländerna | 12           |